# Solmassa
Solmassa (M☉) är en standardmassenhet som används inom astronomi, speciellt populärvetenskaplig sådan. Dess värde är knappt 2,0 × 1030 kilogram och används för att jämföra massorna på stjärnor, såväl som stjärnhopar, nebulosor och galaxer. Solmassan är exakt lika med solens massa (betecknas därför med solsymbolen ☉):
{\displaystyle M_{\odot }=(1,98847\pm 0,00007)\times 10^{30}\ {\text{kg}}}
Massan är ungefär 332 946 gånger större än jordens massa (M🜨) eller 1 047 gånger så stor än Jupiters massa (MJ). Ungefär 4,3 miljoner ton av massan omvandlas till energi varje sekund, baserat på Albert Einsteins berömda massa/energi-relation E = mc2.
Eftersom jorden följer en elliptisk bana runt solen kan solmassan beräknas genom ekvationen för en liten kropp som kretsar kring en central massa under en omloppsperiod. Baserat på årets längd, avståndet från jorden till solen (en astronomisk enhet eller AE) och gravitationskonstanten (G) ges solens massa av:
{\displaystyle M_{\odot }={\frac {4\pi ^{2}\times (1\,{\text{AU}})^{3}}{G\times (1\,{\text{yr}})^{2}}}}.

## Historik
Solsymbolen ☉ har funnits i både äldre kinesiska skriftspråk uttalad rì, och i fornegyptiska hieroglyfer uttalad ra.
I teckentabellen Unicode förekommer tecknet vid U+2609 ☉.
Värdet på gravitationskonstanten härleddes först från mätningar som gjordes av Henry Cavendish 1798 med en torsionsvåg. Värdet han erhöll skiljer sig bara med en procent från dagens värde. Solens dagliga parallax mättes exakt under venuspassagerna 1761 och 1769, vilket gav ett värde av 9 bågsekunder, jämfört med nuvarande värde (1976) på 8,794148 bågsekunder. Från värdet av den aktuella parallaxen kan man bestämma avståndet till solen från jordens geometri.
Den första personen som uppskattade solens massa var Isaac Newton. I sitt arbete Principia Mathematica (1687) uppskattade han att förhållandet mellan jordens massa och solens var omkring 1/28 700. Senare kom han fram till att han använt ett felaktigt värde för solparallaxen för att uppskatta avståndet till solen (1 AE). Han korrigerade sitt uppskattade förhållande till 1/169 282 i den tredje upplagan av Principia. Nuvärdet för solparallaxen är fortfarande mindre, vilket ger ett uppskattat massförhållande på 1/332 946.
Som en måttenhet kom solmassan i bruk innan den astronomiska enheten och gravitationskonstanten mättes exakt. Detta beror på att den relativa massan hos en annan planet i solsystemet eller den kombinerade massan av två dubbelstjärnor kan beräknas i enheter av solmassa direkt från planetens eller stjärnornas omloppsradie och period för omlopp med hjälp av Keplers tredje lag, förutsatt att omloppsradien är uttryckt i astronomiska enheter och omloppsperioden i år.
Solens massa har minskat sedan den bildades. Detta sker genom två processer i vardera nästan lika stora mängder. Först omvandlas i solens kärna väte till helium genom nukleär fusion, särskilt proton-protonkedjan, och denna reaktion omvandlar en del massa till energi i form av gammastrålning av fotoner. Det mesta av denna energi strålar så småningom bort från solen. För det andra kastas högenergetiska protoner och elektroner i solens atmosfär ut direkt i yttre rymden som solvind och koronamassutkastningar.
Solens ursprungliga massa när den nådde huvudserien förblir osäker. Den tidiga solen hade mycket större massförluster än för närvarande, och den kan ha förlorat omkring 1–7 procent av sin ursprungliga massa under sin tid i huvudserien. Solen får ett mycket litet tillskott av massa genom påverkan av asteroider och kometer. Eftersom solen redan innehåller 99,86 procent av solsystemets totala massa, kan dessa effekter inte kompensera den massa som förloras genom strålning och utkastning.